# Петров, Борис Николаевич (футболист)
Бори́с Никола́евич Петро́в (6 апреля 1938, Москва — 31 августа 2020, Москва) — советский футболист, нападающий. Мастер спорта СССР (1990).

## Карьера
Воспитанник СК «Метрострой» Москва. За свою карьеру выступал в советских командах «Химик» (Днепродзержинск), «Звезда» (Кировоград), «Спартак» (Москва), ЦСКА, СКА (Одесса), «Локомотив» (Москва). По завершении карьеры игрока был тренером в командах «Звезда» (Кировоград), СДЮШОР «Локомотив» (Москва), «Локомотив» (Москва), ДЮСШ «Трудовые резервы» (Москва).